# Margret Eicher
Margret Eicher (* 1955 in Viersen am Niederrhein) ist deutsche Künstlerin. Sie lebt und arbeitet in Berlin. Als Konzeptkünstlerin (Appropriation Art, Radikaler Konstruktivismus) hinterfragt sie mittels Bildaneignung und -montage den heute geltenden Bildbegriff.

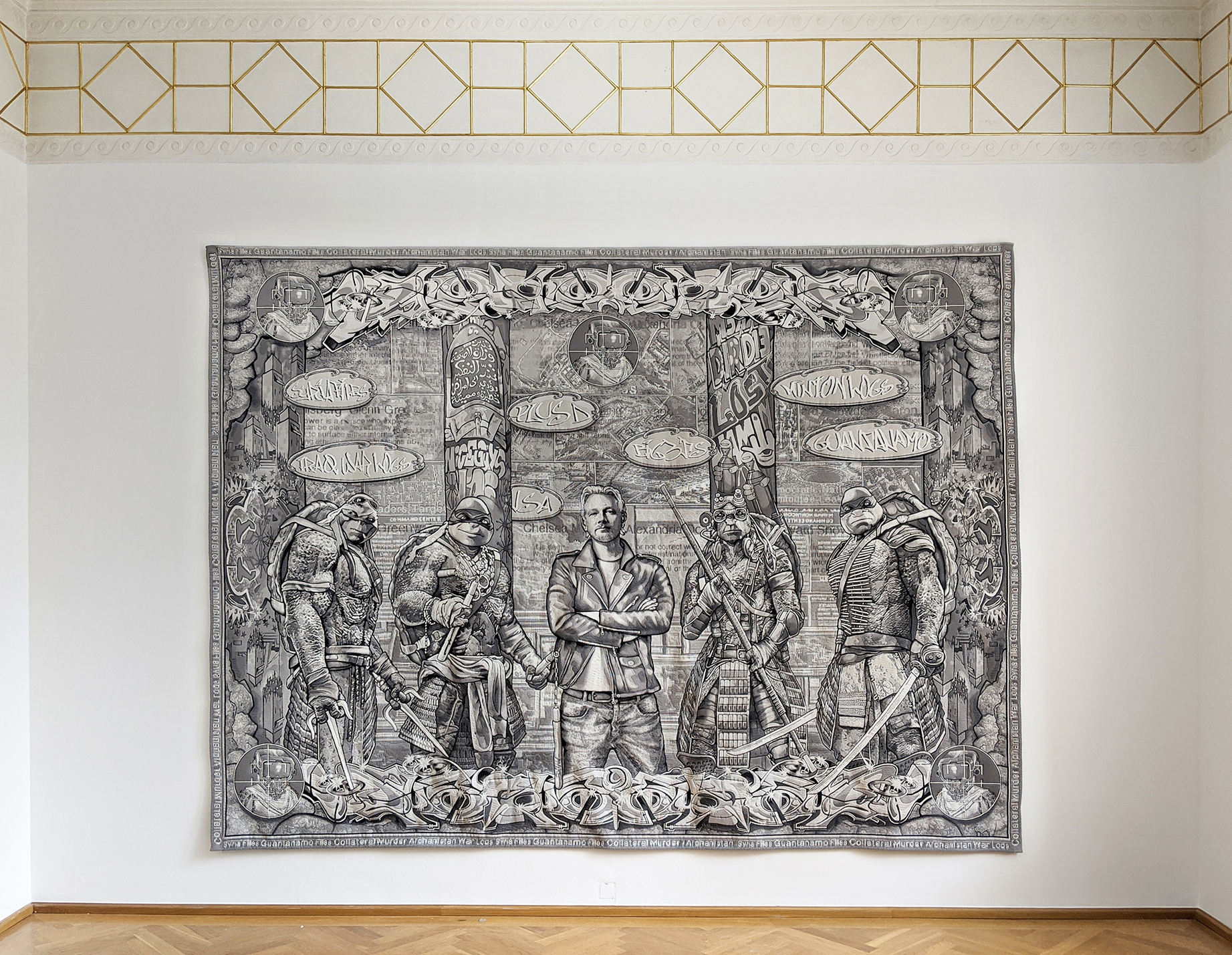
Margret Eicher, Agent Assange, 2020

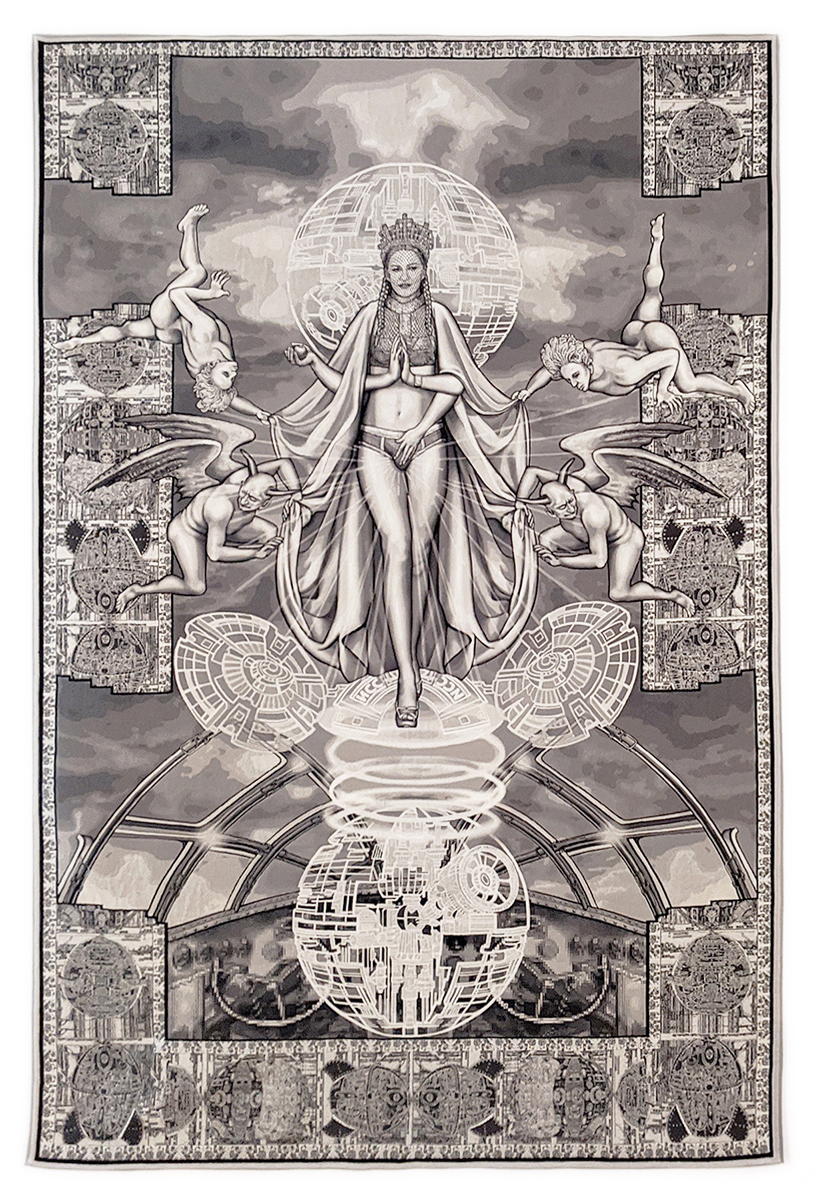
Margret Eicher, Assunta, 2020

## Werdegang
Margret Eicher studierte von 1973 bis 1979 an der Staatlichen Kunstakademie Düsseldorf bei Fritz Schwegler und Rolf Sackenheim. Bei letzterem war sie Meisterschülerin.
Seit 1980 sind ihre Arbeiten in zahlreichen Einzel- und Gruppenausstellungen zu sehen, darunter 1983 im Hessischen Landesmuseum in Darmstadt, 1986 in der Scharpf-Galerie des Wilhelm-Hack-Museums in Ludwigshafen, 1988 in der Pfalzgalerie in Kaiserslautern, 1993 im Hagenbucher in Heilbronn, 1994 in der Kunsthalle Mannheim, 1996 im Museum Bochum, 2000 in der Staatsgalerie Stuttgart, 2013 im Badischen Landesmuseum Karlsruhe, 2014 im Museum Kurhaus Kleve und im Angermuseum, Erfurt, 2015 im Kunsthistorischen Museum, Wien und in der Kunsthalle am Hamburger Platz, Berlin, 2016 im Kunstverein Ulm, 2017 im Sprengel Museum, Hannover, 2018 im Haus am Lützowplatz, Berlin, 2019 im Me Collectors Room Berlin, im Schloss Caputh (bei Potsdam), und im Kunstpavillon, München, 2020 in der Museum Villa Stuck, München, 2024 in der Albrechtsburg in Meißen und im ZKM, Karlsruhe.
Etliche ihrer Werke befinden sich in öffentlichen Sammlungen, darunter: ZKM; Badisches Landesmuseum Karlsruhe; Digital Art Museum in Berlin; IKOB in Eupen (Belgien); Landesmuseum Mainz; Städtische Sammlung im Prinz Max Palais, Karlsruhe; Städtische Sammlung Mainz; Kunsthalle Mannheim; Wilhelm-Hack-Museum, Ludwigshafen; Museum Pfalzgalerie Kaiserslautern; Tichy Ocean Foundation, Prag.
Margret Eicher ist Mitglied im Deutschen Künstlerbund.

## Werk
Margret Eicher etablierte in den 1980er Jahren die CopyCollage. Hierfür vervielfältigte sie einzelne Motive aus Bildern von Nachrichten-, Gesellschafts- und Lifestylemagazinen per Laserkopie, um sie in klassischer Collage-Technik (Ausschneiden, Kleben, Übermalen) als Serien zu kombinieren und in ornamental wirkenden Wand- und Rauminstallationen zu verarbeiten.
Zitate zur CopyCollage
„Meine Installationen sollen ( ) durch eine unterschwellige und direkt emotionale Beeinflussung wirken. Das Modellhafte dieser Anordnungen ( ) tritt in den Vordergrund, weil ich ein so unarchitektonisches, schwaches Material wie Papier verwende, um die Dominanz architektonischer Strukturen zu verdeutlichen. In diesem Sinne zielen meine Papierarchitekturen auf eine strukturelle Untersuchung dessen, was Architektur ( ) bewirkt. …“
Verführung und Zerstörung, Stephan Berg im Gespräch mit Margret Eicher, Freiburg 1993
„… es [geht] in der CopyCollage bereits um die Reflektion [sic!] des öffentlichen Bildes, seiner Subtexte und der Findung einer adäquaten Bildform. Aus der Bilderflut des schönen Scheins, wie sie die Printmedien in stetig wachsendem Ausmaß produzieren, extrahiert und abstrahiert sie [Margret Eicher] ihr visuelles Vokabular. Die Auswahl erfolgt unter dem subjektiven Kriterium zeitgenössisch typisch zu sein: Visuelle Codes, Muster, Normen. Die Macht der Bilder …
Das in der Regel aus trivialen Kontexten gelöste Bildmaterial erfährt durch den Kopiervorgang eine weitere Banalisierung. Diese Wirklichkeit aus dritter Hand wird in der Collage zum Basismaterial einer neuen Ästhetik: Eicher reaktiviert die Aussagekraft des Ornaments, das, zwischen Schrift und Bild angesiedelt, die gleichzeitige Verwendung von Zeichen, Hieroglyphe, Symbol und Piktogramm möglich macht.
Die im Muster nivellierte Räumlichkeit wird zur Infragestellung von Raum an sich, wobei Margret Eicher durch Rauminstallationen aus CopyCollagen dieses philosophische Raumproblem verschärft und zugleich zwei unterschiedliche Kunstformen zu einer neuen, dem dreidimensionalen Ornament, vereint. …“
Auszug aus: Hans Günter Golinski: Konkretum Abstraktum, Bochum 1996
Heute ist Margret Eicher vor allem durch ihre großformatigen Tapisserien bekannt. Sie verbindet diese barocke Form der Bildteppiche mit bekannten Motiven aus aktuellen Medienbildern unserer Informationsgesellschaft. Die Bildvorlagen aus den Medien werden digitalisiert und in aufwändiger Bearbeitung am Computer miteinander verschmolzen. Das zentrale Bildgeschehen auf den Tapisserien ist von ebenfalls digitalisierten Bordüren umrahmt, die sich gemäß ihrer historisch-traditionellen Funktion auf Symbole und Zeichen der gegenwärtigen Gesellschaft beziehen, heute sind das jedoch z. B. Börsen- oder Wirtschaftsdiagramme, wissenschaftliche Schaubilder, Helden aus Comics und Computerspielen, die die Künstlerin zitiert. Die Tapisserien von Margret Eicher sind industrielle „Fälschungen“ und werden in Belgien hergestellt, das neben Paris das Ursprungsland der klassischen Tapisserie und heutiger Souvenir-Repliken ist. In der (Kunst-)Historie ist die Tapisserie ein Symbol für Aristokratie, Reichtum, Macht und Bildung, als künstlerisches Zitat hinterfragt die Künstlerin damit die Wirkungsmacht der Bildkommunikation in der heutigen Zeit.
Eine weitere Serie digitaler „Fälschungen“ entwickelte Margret Eicher mit Freche Kopie! – einer offenen Reihe kleinformatiger Trompes l’œil (Malereien, die täuschend echt wirken), die mit verschiedenen Mitteln der Täuschung operieren. Im Digitaldruck auf Leinwand, versiegelt mit einer Strukturpaste, entsteht eine Bildform mit den Charakteristika der Malerei wie Duktus, Firnis und Struktur, die jedoch jenseits der Einzigartigkeit von so genannter Meisterschaft und Meisterhand ist. Die Künstlerin mischt die Kunsthistorie mit Zeitphänomenen der Alltagsgegenwart, Fantasy-Literatur, Politik und Stadtszenarien. Der Titel „Freche Kopie!“ markiert einerseits die absichtsvolle Nachbildung; die Täuschung und Überlistung des Betrachters, andererseits signalisiert das Ausrufezeichen bereits die Enttarnung des Frevels. (Vergleiche hierzu: Die erkenntnistheoretische Huldigung an die Lüge von Bazon Brock: „Nur das erkannte Falsche ist noch wahr“.)
Die Arbeitsreihe Aquaworld (digitale Aquarelle) basiert ebenfalls auf digitaler Bildmontage und erzeugt eine Nachahmung der Aquarellästhetik. Die dem Aquarell aufgrund seiner schnellen Fertigungsmöglichkeit (leicht zu transportieren, Farbe trocknet schnell) zugeschriebene direkte In-Augenscheinnahme eines „protokollierten“ und gesehenen Geschehens wird hier ad absurdum geführt. Die Motive wählt die Künstlerin aus Pressebildern, deren Manipulierbarkeit bekannt ist, unglücklicher Ereignisse („Disasters“) und Porträts virtueller Persönlichkeiten aus Science-Fiction-Filmen und Computerspielen („Virtual V.I.P.s“) aus. Die Ergebnisse unterlaufen den erwarteten Kontext der Aquarelltechnik, des so Gesehenen und Skizzierten, und stellen die Übereinstimmung des medialen Bildes mit der Wirklichkeit in Frage.

## Publikationen
- Battle:Reloaded. Ausstellungskatalog Kunstmuseum Moritzburg, 01.10.2022 – 08.01.2023, Köln, 2022, 18 Seiten (Leporello)
- Adi Hösle, Margret Eicher – Kalibrierung, Bild und Wirklichkeit. Ausstellungskatalog Kunstverein Ulm, 03.07.2016 – 04.09.2016 und Sprengel Museum, 22.11.2017 – 18.02.2018, Hannover, 2016, 52 Seiten
- Radically Constructive Katalogbuch anlässlich der gleichnamigen Ausstellung im Mannheimer Kunstverein 2007 und der Kunsthalle Ziegelhütte Appenzell (CH) 2008, Texte von Roland Scotti, Martin Stather, Heidelberg 2007, 80 S., Verlag Das Wunderhorn, ISBN 978-3-88423-291-0
- Nothing is real. Künstlerbuch und Bestandsaufnahme, Digitale Tapisserien, Texte von Barbara Auer, Stephan Berg u. a., Heidelberg, 2006, 116 S., Verlag Das Wunderhorn, ISBN 3-88423-255-X
- Daydream & Nightmare Dokumentation der gleichnamigen raumbezogenen Arbeit für das Ludwig Forum für internationale Kunst in Aachen, Text von Harald Kunde, 45 S., Aachen 2004, ISBN 3-929292-39-4
- Tussi Recherche Katalogbuch anlässlich der Ausstellung im Wilhelm-Hack-Museum Ludwigshafen, Kunst Haus Dresden, Städtische Galerie für Gegenwartskunst; Text von Richard W. Gassen, Michael Braun, u. a., Heidelberg, 2000, 64 S., Verlag Das Wunderhorn, ISBN 3-88423-162-6
- System : Code Katalog zu den Ausstellungen bei den Galerien LipanjePuntin, Triest (I), Eugen Lendl, Graz (A) und Angelo Falzone, Mannheim (D), Text von Marianne Hoffmann, Mannheim 1999, 24 S.
- Ruhe bitte! Katalogbuch anlässlich der Ausstellung in der Städtischen Galerie für Gegenwartskunst Dresden: Drei raumbezogene Copy Collagen auf Schloß Pillnitz, Text von Karl-Siegbert Rehberg, Hans-Christian Harten, Margret Eicher im Gespräch mit Harald Kunde und Dirk Welich, Heidelberg 1997, 32 S., Verlag Das Wunderhorn, ISBN 3-88423-127-8
- Herrschende Muster Katalogbuch zur gleichnamigen Ausstellung im Nassauischen Kunstverein Wiesbaden und im Dortmunder Kunstverein 1996, Text von Peter Gruhne und Dirk Barghop, 35 S., Mannheim 1996, IT-Verlag, ISBN 3-9803035-4-3
- LobLob Katalog zur Ausstellung im Kunstraum Wuppertal, Text von Ludwig Seyfarth und Hans-Günter Golinski, Wuppertal 1995, 36S.
- über den gebrauch der muster Raumbezogene Copy Collagen, Text von Hans-Jürgen Buderer, Margret Eicher im Gespräch mit Stephan Berg, hrsg. v. Städtische Kunsthalle Mannheim, Mannheim 1993, 40 S., ISBN 3-89165-088-4
- Corporate Identity Katalog zur gleichnamigen Ausstellung in der Halskratz-Galerie, Mannheim, Text Hans-Jürgen Buderer, Marianne Hoffmann u. a., Mannheim 1992, 36 S.
- Lob der Malkunst – Margret Eicher, Ausstellungskatalog des Museums Villa Stuck anlässlich der Ausstellung „Margret Eicher, Lob der Malkunst“, Museum Villa Stuck, München, 19. Mai – 22. November 2020; Haus am Lützowplatz, Berlin, 05. Februar – 14. März 2021, Texte von Michael Buhrs (Hrsg.), Margret Eicher und Marc Wellmann, 2020, ISBN 978-3-96912-017-0 3969120179